# Cabelo encravado
Pelos encravados é uma condição onde o cabelo enrola-se ou cresce lateralmente para debaixo da pele. A condição é mais prevalente entre as pessoas que têm pelos mais grossos ou crespos. Pode ou não ser acompanhada por uma infecção do folículo piloso, seja foliculite ou pseudofoliculite barbae, que variam em tamanho. Enquanto os pelos encravados mais comumente aparecem nas zonas onde a pele é raspada ou removida com cera quente (barba, pernas, e região pubiana), podem aparecer em qualquer lugar. Qualquer coisa que faça o cabelo ser quebrado de forma desigual, com uma ponta afiada, pode causar pelos encravados. Raspar é a principal causa, seguida pela depilação a cera e roupas apertadas.

## Sinais e sintomas
Os sintomas incluem erupção cutânea, comichão, e cabelo que permanece apesar da raspagem. O local do pelo encravado vai formar uma elevação avermelhada, de aparência semelhante a uma espinha, conforme a área irritar e inflamar.